# Animação suspensa
A animação suspensa consiste na desaceleração dos processos fisiológicos vitais por meios externos sem levar à morte. A respiração, pulsação, e outras funções involuntárias podem continuar ocorrendo, mas poderiam ser detectadas apenas por meios artificiais. O frio extremo pode ser utilizado para exarcebar a desaceleração das funções de um individual; o uso deste processo tem levado ao desenvolvimento da criônica. A criônica é outro método de preservação da vida, mas a preservação se dá através do congelamento do organismo em nitrogênio líquido até a reanimação. Laina Beasley foi mantida em animação suspensa como um embrião de duas células por 13 anos.
A suspensão da animação de astronautas tem sido proposta como uma maneira de estes viajantes do espaço alcançarem o meio interstelar ou intergaláctico, evitando a necessidade de uma nave geracional; ocasionalmente os dois processos combinados têm sido propostos, em que gerações de  "zeladores" supervisionam grandes populações de passageiros congelados.
Desde os anos 70, a hipotermia induzida tem sido utilizada em algumas cirurgias cardíacas abertas como alternativa às máquinas cardiopulmonares. Porém, a hipotermia só permite uma quantidade limitada de tempo para a operação e há o risco de danos a tecidos e ao cérebro por períodos prolongados.

## Experimentos

### Indução por temperatura
Em junho de 2005 cientistas do Safar Center for Resuscitation Research da Universidade de Pittsburgh anunciaram ter conseguido a animação suspensa de cães e logo após trazê-los de volta à vida, a maioria dos quais sem dano cerebral, através da drenagem do sangue dos corpos dos cães e sebsequente injeção de uma solução de baixa temperatura em seus sistemas circulatórios, o que resulta na estase de organismos vivos. Após estarem três horas clinicamente mortos, o sangue os cães foi injetado novamente em seus sistemas circulatórios, e os animais foram revividos após uma descarga elétrica aplicada em seus corações. O coração começou a bombear o sangue pelo corpo congelado, efetivamente trazendo os cães de volta à vida.
Apesar de a maioria dos cães estar em boas condições após o experimento, alguns deles apresentaram danos severos dos nervos e na coordenação motora, causando retardamento mental e comportamentos de zumbi. Este resultado foi alvo de sensacionalismo por parte da mídia, que os denominou "cães zumbis". Há preocupações de que o uso desta técnica em humanos poderia resultar em danos cerebrais semelhantes àqueles causados em alguns dos cães no experimento. Em casos extremos, os médicos agora podem utilizar da hipotermia induzida para reduzir ao mínimo a atividade cardíaca e cerebral. Este procedimento dá aos médicos mais tempo para diagnosticar e curar o paciente.
Em 20 de janeiro 2006, médicos do Hospital Geral de Massachusetts em Boston anunciaram ter conseguido a animação suspensa de porcos utilizando uma técnica similar. Os porcos foram anestesiados e uma grande perda de sangue foi induzida. Quando metade do sangue dos porcos fora perdida, o sangue restante foi substituído por uma solução salina resfriada. Quando a temperatura corporal dos porcos atingiu 10ºC, as veias sanguíneas danificadas foram reparadas e o sangue reposto. Este método foi testado 200 vezes com um índice de sucesso de 90%.

### Indução química
Um artigo publicado na edição de 22 de abril de 2005 da revista científica Science descreveu o sucesso de uma técnica de indução de um estado de hipotermia similar à animação suspensa em camundongos. Os resultados foram significativos, considerando que os camundongos não hibernam na natureza. O laboratório de Mark B. Roth no Fred Hutchinson Cancer Research Center em Seattle, Washington, introduziu os camundongos numa câmara contendo 80 ppm de sulfeto de hidrogênio por um período de 6 horas. A temperatura corporal dos camundongos caiu a 13 graus celsius e o metabolismo, em decorrência da redução da produção de dióxido de carbono e uso do oxigênio diminuiu em 10 vezes. Eles também induziram a hipóxia em embriões de nemátodos e peixes-zebra, suspendendo a animação desses organismos por horas, os reanimando através do reenvio de oxigênio aos embriões.
O Hospital Geral de Massachusetts em Boston anunciou que seus pesquisadores conseguiram forçar a hibernação de camundongos utilizando este método. A taxa de batimentos cardíacos foi reduzida de 500 a 200 batimentos por minutos, e a respiração caiu de 120 a 25 expirações por minuto e a temperatura corporal caiu de 39ºC a 30°C. Após 2 horas sem respirar ar contendo sulfeto de hidrogênio, os camundongos retornaram ao normal. São necessários estudos adicionais para averiguar se o gás causou efeitos danosos no cérebro, considerando que o efeito do sulfeto de hidrogênio no corpo é similar ao do cianeto de hidrogênio; essa substância não diminui a taxa do metabolismo, mas inibe a transferência de energia no interior das células pelo ATP (o sulfeto de hidrogênio forma uma ligação complexa com o ferro nas enzimas de citocromo mitocondriais).
Experimentos em ovelhas sedadas e porcos anestesiados parcialmente ventilados não têm obtido sucesso, sugerindo que a aplicação deste método em mamíferos de grande porte pode não ser viável.

## Hibernação humana
Há vários projetos de pesquisa em andamento buscando um meio de atingir a "hibernação induzida" em humanos. Essa capacidade de provocar a hibernação em humanos poderia ser útil por várias razões, tal como o salvamento da vida de pessoas muito feridas ou doentes através da indução temporária da hibernação até que o tratamento possa ser dado.
Há casos de hibernação humana acidental. Um caso recente foi o de Mitsutaka Uchikoshi, um japonês que sobreviveu ao frio por 24 dias em 2006 sem alimento e água, quando atingiu um estado de hipotermia similar à hibernação.